# Johann Heinrich Ammelung
Johann Heinrich Ammelung (auch Amelung,* 27. Juli 1746 in Elbing; † 11. Oktober 1796 ebenda) war ein Lokalchronist seiner Heimatstadt Elbing und Wappensammler.

## Leben
Der Kaufmann widmete sich der Elbinger Geschichtsschreibung. Ammelung verfasste vor 1772 die „Elbingische Kriegesfama“ (eine Beschreibung der feindlichen Einfälle und Belagerungen der Stadt Elbing) und um 1786 den „Versuch einer historischen Beschreibung der Stadt Elbing“ und als Vorsteher der Elbinger Armenschule eine „Geschichte und Verfassung der Armenschule in Elbing“. Als sein Hauptwerk gilt die Fortsetzung der von Prediger Wilhelm Rupson (1664–1718) und Johann Heinrich Dewitz (1706–1767) begonnenen „Elbinger Chronik von 1757 bis 1796“. Er setzte die Rupson-Dewitzsche Chronik bis zu seinem Tod fort, worin sich die durch äußere und innere Umwälzungen reiche Zeit Elbinger Geschichte spiegelt, sammelte Nachrichten, Bildmaterial, vor allem aber legte er Sammlungen von Münzen, Siegel und Wappen an. Er blieb unverehelicht und scheint ganz seinen Studien gelebt zu haben.